# Saint-Martin-d'Oney
Saint-Martin-d'Oney är en kommun i departementet Landes i regionen Nouvelle-Aquitaine i sydvästra Frankrike. Kommunen ligger i kantonen Mont-de-Marsan-Nord som tillhör arrondissementet Mont-de-Marsan. År 2022 hade Saint-Martin-d'Oney 1 356 invånare.

## Befolkningsutveckling
Antalet invånare i kommunen Saint-Martin-d'Oney
Referens:INSEE